# Georg Bergfors
Per Daniel Georg Bergfors, född den 6 september 1882 i Ytterlännäs socken, död den 13 oktober 1975 i Sollefteå, var en svensk författare och präst. 

## Biografi
Föräldrar var handlanden Grels Olof Bergfors och Greta Stina Källman. Efter studentexamen 1903 tog Bergfors en teologie kandidatexamen 1907 och prästvigdes samma år. Han var först resepräst i Pålkem i Gällivare socken och blev 1909 vicepastor i Jukkasjärvi lappmarksförsamling samt 1913 komminister i Vittangi kapellförsamling. Där blev han kvar till utnämningen 1922 till kyrkoherde i Gideå. Han var därefter kyrkoherde i Sollefteå och Multrå 1941-1953 och slutligen kontraktsprost, först 1938-1941 i Örnsköldsvik och 1949-1952 i Sollefteå. 
Bergfors hade många offentliga uppdrag och medverkade flitigt med debattinlägg i skilda frågor i pressen. Han var också en anlitad föreläsare, främst om samerna och om Norrbotten.